# Забродь (Ужгородский район)
За́бродь (укр. Забрідь) — село в Великоберезнянской поселковой общине Ужгородского района Закарпатской области Украины. Расположено на высоте 412 м.н.у.м.
Население по переписи 2001 года составляло 1 250 человек. Почтовый индекс — 89003. Телефонный код — 03135. Занимает площадь 1 014 км². Код КОАТУУ — 2120881801. До 25.09.2002 входило в состав Великоберезнянского поссовета с кодом 2120855101. Посёлок расположен на правом берегу реки Уж и частично, на левом берегу реки Уличка.